# 岩本紘一
岩本 紘一（いわもと こういち、1944年11月29日 - ）は、日本の元アマチュア野球選手（主に内野手）、監督。

## 経歴
鳥取県米子市出身。米子東高校では岡本利之監督の指揮の下、2年生の時、1961年の春の選抜に一塁手として出場。エース矢滝伸高（関大－米子東監督）が準々決勝で敦賀高を相手に延長16回23奪三振の1試合最多記録を達成、準決勝に進むが高松商に敗退した。1962年夏も東中国大会準決勝に進出するが、槌田誠のいた倉敷工に惜敗、甲子園出場を逸する。高校の2期先輩に1960年春の選抜準優勝メンバーの宮本洋二郎、清水賢がいる。
1963年に亜細亜大学に進学、野球部に入部すると同時に中心選手として活躍し、三塁手として出場した。入学時の亜大は東都大学リーグ二部に低迷していたが、1964年秋季リーグで初の一部昇格を果たす。1966年秋季リーグでは主将としてチームを牽引、2年生エース森永悦弘の好投もあり初優勝を飾った。一部リーグ通算70試合出場、271打数67安打、打率.247、2本塁打、14打点。大学同期に東山親雄、2年下に大橋穣、内田俊雄がいた。
1966年の第2次ドラフト会議で阪急から2位指名されたが入団せず、社会人野球の日本軽金属に入社。主に二塁手として起用され、のち主将も務めた。1968年の都市対抗には河合楽器に補強され出場。2回戦の電電東京との対戦で延長11回に決勝犠飛を放つなど活躍。チームは決勝に進むが富士製鐵広畑に敗れ準優勝にとどまる。1970年の第41回大会でも大昭和製紙に補強され出場。三塁手、二番打者として起用される。リリーフエース安田猛の好投もあり、決勝で三菱重工神戸を降し優勝。これも含め都市対抗には8年連続本大会出場を果たす。オールジャパンにも選出された。のちコーチも歴任。
2004年秋から2007年夏まで会社勤めの傍ら母校・米子東高校監督を務め、2007年春季県大会で同校8年ぶりとなる県大会決勝進出をとげ準優勝に導いたが、甲子園出場は果たせなかった。